# Nephrangis bertauxiana
Nephrangis bertauxiana är en orkidéart som beskrevs av Dariusz Lucjan Szlachetko och Tomasz Sebastian Olszewski. Nephrangis bertauxiana ingår i släktet Nephrangis och familjen orkidéer. Inga underarter finns listade i Catalogue of Life.